# Henriett Seth F.
Henriett Seth F. tên thật là Fajcsák Henrietta (sinh ngày 27 tháng 10 năm 1980) là nhà thơ, nhà văn, nhạc sĩ, nữ nghệ sĩ người Hungary bị bệnh tự kỷ. Cô nổi tiếng với cuốn Autizmussal önmagamba zárva ("Closed into myself with autism"). Tài năng của cô được mọi người ngưỡng mộ, nhiều người so sánh cô với Rimbaud. Cô rất đa tài làm thơ hay, viết truyện hấp dẫn, vẽ tranh đẹp, sáng tác nhạc lôi cuốn, làm phim giá trị,... nhưng ít ai biết cô bị bệnh tự kỷ autism, lúc nhỏ mặc dù nói được nhưng sau đó cô chỉ lặp lại những gì người ta nói và không thể giao tiếp với người khác. Nhưng chính nhờ văn chương và nghệ thuật mà đã giúp cô vượt qua bệnh tật và thành công rực rỡ, đem lại hiểu biết về bệnh tự kỷ cho mọi người và giúp các bệnh nhân cùng cảnh ngộ sống tốt hơn. Cha mẹ đỡ đầu dr. Janos Sekely (giám mục, Hungary). Ông cố Heinrich Stigler. Cha Bella Fajcsak (cảnh sát, Hungary.) 

## Xuất hiện trên màn ảnh
- The Rain Girl, aphim tài liệu của MTV
- Tự kỷ - Khuôn: Henriett Seth F., ATV